# Yin Jian
Yin Jian (Xichang, 25 de dezembro de 1978) é uma velejadora chinesa, campeã olímpica e mundial na classe Mistral.

## Carreira
Yin Jian representou seu país nos Jogos Olímpicos de 2004 e 2008, na qual conquistou a medalha de ouro em 2008, e prata em 2004 na classe Mistral. 